# هجوم كييف (1920)
هجوم كييف عام 1920 (أو عملية كييف)، الذي يعتبر أحيانًا أنه بداية الحرب البولندية السوفيتية، وهو محاولة من قبل القوات المسلحة لبولندا التي ظهرت حديثًا بقيادة يوزف بيوسودسكي، بالتحالف مع الزعيم الأوكراني سيمون بتليورا، للاستيلاء على أراضي أوكرانيا المعاصرة التي وقعت تحت السيطرة السوفيتية بعد الثورة البلشفية. أدت العملية إلى هجوم مضاد سوفيتي أدى إلى إنشاء الجمهورية الجاليكية السوفيتية الاشتراكية قصيرة الأجل، وانتهت وديًا بمعاهدة ريغا الرسمية عام 1921.
كان الهدف المعلن من العملية هو إقامة أوكرانيا المستقلة رسميًا. استقبل بعض الأوكرانيين القوات البولندية وقوات التحالف الأوكرانية باعتبارهم محررين، على الرغم من أن الأوكرانيين حاربوا من أجل طرفي الصراع.
جرت الحملة منذ أبريل وحتى يونيو 1920. كانت عملية عسكرية كبيرة للجيش البولندي بفضل التحالف الجديد مع قوات جمهورية أوكرانيا الشعبية تحت قيادة الزعيم الأوكراني المنفي سيمون بتليورا. عارضه السوفييت الذين طالبوا بمعظم الأراضي لصالح جمهورية أوكرانيا الاشتراكية السوفيتية بعد ذلك. نجحت الحملة في البداية للجيوش البولندية والأوكرانية التي استولت على كييف في 7 مايو 1920، ولكن عُكس مسار الحملة بدرجة كبيرة، خصوصًا من قبل قائد سلاح الفرسان سيميون بوديوني.

## تمهيد
فقدت حكومة جمهورية أوكرانيا الشعبية، مع تصاعد الهجمات على أراضيها منذ أوائل عام 1919، السيطرة على معظم أوكرانيا، التي سيطرت عليها العديد من القوى المتباينة: الحركة البيضاء بقيادة دينيكين، والجيش الأحمر والتشكيلات الموالية للسوفييت، وجيش بارتيزان التابع لماخنو الذي طالب بأراضي كبيرة، ومملكة رومانيا في الجنوب الغربي، وبولندا، وفرق مختلفة تفتقر إلى أي أيديولوجية سياسية. شهدت مدينة كييف تغييرات عديدة في الحكومة مؤخرًا. تأسست جمهورية أوكرانيا الشعبية عام 1917، وقمِعت الثورة البلشفية في يناير 1918. استولى عليها الجيش الأحمر في فبراير 1918، تلاه جيش الإمبراطورية الألمانية في مارس، استعادت القوات الأوكرانية المدينة في ديسمبر، خلال فبراير 1919 استعاد الجيش الأحمر سيطرته عليها، في أغسطس استوليَ عليها أولًا من قبل رجال سيمون بتليورا ثم من قبل جيش دينيكين، ثم استعاد السوفييت السيطرة في ديسمبر 1919.
في وقت الهجوم، سيطرت قوات الزعيم الأوكراني المنفي بتليورا، الذي مثّل رسميًا جمهورية أوكرانيا الشعبية، فقط على قطعة صغيرة من الأرض بالقرب من الحدود البولندية. في ظل هذه الظروف، لم يرَ بتليورا أي خيار سوى قبول عرض بيوسودسكي للانضمام إلى التحالف مع بولندا على الرغم من العديد من النزاعات الإقليمية التي لم تُحل بين هاتين الدولتين، في 21 أبريل 1920 وقع الجانبان معاهدة وارسو. في مقابل الموافقة على حدود على طول نهر زبروخ، وُعد بتليورا بالمساعدة العسكرية لاستعادة الأراضي الخاضعة لسيطرة الاتحاد السوفيتي مع كييف، وعليه يتولى بتليورا مرة أخرى السلطة في جمهورية أوكرانيا الشعبية.
من أجل قبول بتليورا للتقدم الإقليمي الذي حققته بولندا بعد هزيمة جمهورية غرب أوكرانيا الشعبية، ومحاولة إقامة دولة أوكرانية في فولينيا والجزء الشرقي من غاليسيا، التي سكنها معظم الأوكرانيين ولكن مع وجود أقلية بولندية هامة، وُعد بتليورا بالمساعدة العسكرية لاستعادة الأراضي الخاضعة لسيطرة الاتحاد السوفيتي مع كييف، وتوليه مرة أخرى سلطة جمهورية أوكرانيا الشعبية. وأعقب المعاهدة تحالف رسمي وقع عليه بتليورا وبيوسودسكي في 24 أبريل. في نفس اليوم، بدأت بولندا وقوات جمهورية أوكرانيا الشعبية عملية كييف، التي هدفت إلى تأمين الأراضي الأوكرانية لحكومة بتليورا وبالتالي إقامة منطقة عازلة لبولندا تفصلها عن روسيا.
بعد استعادة أوكرانيا لاستقلالها رسميًا، كان من المفترض أن تخضِع الدولة الأوكرانية جيشها واقتصادها إلى وارسو من خلال الانضمام إلى اتحاد «بين البحار» الذي قادته بولندا لدول شرق أوروبا الوسطى، حيث أراد بيوسودسكي أن تكون أوكرانيا منطقة عازلة بين بولندا وروسيا بدلًا من رؤية روسيا تهيمن عليها أوكرانيا مرة أخرى على الحدود البولندية. تَضمن الأحكام المنفصلة في المعاهدة حقوق الأقليات البولندية والأوكرانية داخل كلتا الدولتين وتلزم كل طرف بعدم إبرام أي اتفاقيات دولية ضد بعضها البعض.
ومع إضفاء المعاهدة الشرعية على سيطرة بولندا على الأراضي التي نظر إليها الأوكرانيون على أنها حق لهم، حظي التحالف باستقبال رهيب من العديد من الزعماء الأوكرانيين، بدءًا من ميخايلو هروشيسكي الرئيس السابق للمجلس المركزي لأوكرانيا، إلى يفين بتروشفيتش، زعيم جمهورية غرب أوكرانيا الشعبية الذي نُفي بالقوة بعد الحرب البولندية الأوكرانية. ومع ذلك، جرى تنحية هذه الاعتراضات جانبًا.
بدأت الحملة الأولية التي شارك فيها 65,000 جندي بولندي و15,000 جندي أوكراني في 24 أبريل 1920. كان الهدف العسكري هو الالتفاف على القوات السوفيتية وتدميرها في معركة واحدة. بعد الفوز في المعركة في الجنوب، خططت هيئة الأركان العامة البولندية لانسحاب سريع للجيش الثالث، وتعزيز الجبهة الشمالية حيث توقع بيوسودسكي أن تدور المعركة الرئيسية مع الجيش الأحمر. كان من المقرر أن تسيطر القوات الأوكرانية المتحالفة مع بولندا على الجناح الجنوبي البولندي في ظل حكومة صديقة في أوكرانيا. في 7 مايو دخل الجنود البولنديون والأوكرانيون كييف.

## المعركة

### التقدم البولندي
قُسمت قوات بيوسودسكي إلى ثلاثة جيوش. كان ترتيبهم من الشمال إلى الجنوب، الثالث والثاني والسادس، مع إلحاق قوات بتليورا بالجيش السادس. واجههم الجيشان السوفيتيان الثاني عشر والرابع عشر بقيادة ألكسندر إيليتش إيبوروف. ضرب بيوسودسكي في 25 أبريل، واستولى على مدينة جيتومير في اليوم التالي. في غضون أسبوع واحد دُمر الجيش السوفيتي الثاني عشر إلى حد كبير. في الجنوب، دفع الجيش البولندي السادس وقوات بتليورا الجيش السوفيتي الرابع عشر خارج وسط أوكرانيا عندما زحفوا بسرعة شرقًا عبر فينيتسا. ولكن الجيش البلشفي، وبالرغم من تعرضه لبعض الهزائم، تجنب التدمير الكامل. توقف الهجوم البولندي في كييف، وأنشِئ جسر صغير فقط على الضفة الشرقية من دنيبر. دخلت القوات البولندية الأوكرانية المشتركة كييف في 7 مايو، ولم تواجه سوى مقاومة رمزية. في 9 مايو احتفلت القوات البولندية بالاستيلاء على كييف مع موكب نصر في خريشاتك، الشارع الرئيسي في المدينة. ولكن بعد هذا العرض، سُحبت جميع القوات البولندية من المدينة ومنحِت القيادة للفرقة السادسة الأوكرانية التي تسيطر عليها حكومة بتليورا الأوكرانية.
في 26 أبريل، في «نداء لشعب أوكرانيا»، أكد بيوسودسكي أن «الجيش البولندي باقٍ طالما كان ذلك ضروريًا إلى أن تسيطر حكومة أوكرانية القانونية على أراضيها». كان العديد من الأوكرانيين مناهضين للبولندية والبلاشفة، ومتشككين بالبولنديين. كان للدعاية السوفيتية أيضًا تأثير في تأجيج المشاعر الأوكرانية السلبية تجاه العملية البولندية والتاريخ البولندي الأوكراني بصورة عامة.
اعتمد نجاح الحملة السياسية البولندية الأوكرانية المشتركة على إنشاء جيش أوكراني قوي قادر على هزيمة السوفييت في أوكرانيا. على الرغم من نجاح الحملة في البداية، لكنها فشلت في النهاية. سئم السكان المحليون من الأعمال العدائية بعد عدة سنوات من الحرب، انقسم الجيش الأوكراني قسمين بسبب موقف الأوكرانيين المتناقض تجاه التحالف ولم يتخطَ الجيش ذلك الانقسام. كان بتليورا قادرًا فقط على تجنيد 20,000 إلى 30,000 جنديًا إضافيًا في جيشه، وهو رقم غير كافٍ لصد القوات السوفيتية.